# Ghenadie Gâlcă
Ghenadie Gâlcă (n. 16 iunie 1980) este un actor de teatru și film din Republica Moldova. A absolvit Universitatea de Arte a RM, Specialitatea Actor teatru, film, Clasa profesorului Mihai Fusu.

## Premii
2001 - Iasi, România Festivalul "Primul rol" Premiul pentru cel mai bun recital
2002 - Chișinău; Festivalul "Nenea Iancu" "Cel mai bun rol masculin plan doi"
2004 - Chișinău, UNITEM Premiul PROVA
2006 - Chișinău: Festivalul Național de Teatru "Cel mai bun rol masculin"

## Roluri în teatru
Tânărul - "Bash" /Neil LaBute/
Flămânzilă - "Harap Alb" /Ion Creangă/
Clovnul - "Povestea lui Ronald, clovnul de la McDonald's" /Rodrigo Garcia/
Axinte - "Amorul dănțuie și feste joacă" /W. Shakespeare/
Romeo - "Julieta și Romeo" /W. Shakespeare/
Andrei - "Povești de familie"
Leandre - "Doctor fără voie" /Molière/
Face control - "Face control" /Nicoleta Esinencu/
Emi - "Flori de măr" /V. Țurcanu/
Focul - "Pasărea albastră" /M. Maeterlinck/
Teleghin - "Unchiul Vanea" /A. P. Cehov/
Zambiloiu - "La Grandiflora" /G. Mihaiescu/
Lysander - "Visul unei nopți de vară" /W. Shakespeare/
Geivish - "Ghetou" /J. Sobol/
Cliff - "Privește înapoi cu mânie" /J. Osborn/
Jim - "Menajeria de sticlă" /T. Williams/
Glov-junior - "Jucătorii" /N. V. Gogol/
Boros - "Radu Ștefan Întaiul și Ultimul" /A. Busuioc/
Damian Cobuz - "Prăpăstiile orașului" /Matei Millo/
Ghiță - "Mofturi parfumate" /I. L. Caragiale/
Spiridon - "O noapte furtunoasă" /I. L. Caragiale/
Billy Bibbit - "Zbor deasupra unui cuib de cuci"
Nichita - "Pomul Vieții" /D.Matcovschi/
Oană - "Ștefan" /A. Gondiu/
Kolea - "12 Scaune" / scris de Ilf si Petrov/regia Petru Hadârcă
Garcon - „Panică la Grand Hotel”/scris de Ray Cooney/regia Alexandru Vasilachi

## Roluri în film
Shlomo - "Mirajul dragostei", Vit-Studio regie V. Jereghi
Pictorul - "Ia-mă cu tine!" Moldova-Film regie T. Pâslaru